# 11er Haus
11er Haus war eine österreichische Fernsehserie von Alfred Dorfer und Harald Sicheritz für den ORF von 2005 mit 5 Folgen.

## Inhalt
Im Mittelpunkt der Miniserie stehen ein Wiener Mietshaus und seine Bewohner. In diesem Mikrokosmos im siebten Wiener Bezirk spiegeln sich fünf Jahrzehnte politischer und wirtschaftlicher Veränderungen in Österreich wider.

## Episoden
- Folge 1: Manderlradio  1955–1965[1]
- Folge 2: Freie Liebe   1966–1975
- Folge 3: Cordoba       1976–1985
- Folge 4: Funkschatten  1986–1995
- Folge 5: Abschlussfest 1996–2005